# Dora Honnywill
Dora Honnywill, född 17 december 1870, död 18 mars 1959, var en brittisk bågskytt. Hon deltog vid olympiska sommarspelen 1908.